# Villers-sur-Port
Villers-sur-Port ist eine Gemeinde im französischen Département Haute-Saône in der Region Bourgogne-Franche-Comté.

## Geographie
Villers-sur-Port liegt auf einer Höhe von 270 m über dem Meeresspiegel, vier Kilometer nordöstlich von Port-sur-Saône und etwa zwölf Kilometer nordwestlich der Stadt Vesoul (Luftlinie). Das Dorf erstreckt sich im zentralen Teil des Departements, auf einem Plateau östlich des Saône-Tals, am Westrand der Hügel der Grands Bois.
Die Fläche des 10,25 km² großen Gemeindegebiets umfasst einen Abschnitt im Bereich der leicht gewellten Landschaft östlich des Saônetals. Der Hauptteil des Gebietes wird vom Plateau von Villers eingenommen, das durchschnittlich auf 260 m liegt. Es wird überwiegend landwirtschaftlich genutzt, zeigt aber auch einige Waldflächen, insbesondere entlang der Gemeindegrenzen. Gegen Nordwesten senkt sich das Plateau allmählich zum Tal der Saône. Südöstlich des Dorfes befinden sich die Hügel der Grands Bois; auf dem Chanas wird mit 321 m die höchste Erhebung von Villers-sur-Port erreicht. In geologisch-tektonischer Hinsicht besteht das Gelände aus einer Wechsellagerung von sandig-mergeligen und kalkigen Sedimenten der mittleren Jurazeit, während im östlichen Teil auch Schichten der Lias (Unterjura) hervortreten. Einziges oberirdisches Fließgewässer ist der Ruisseau des Grands Bois, der für die Entwässerung nach Süden über die Scyotte zur Saône sorgt. Ansonsten versickert das Niederschlagswasser im verkarsteten Untergrund.
Zu Villers-sur-Port gehört der Weiler Le Franois (278 m) auf der Hochfläche nördlich der Grands Bois. Nachbargemeinden von Villers-sur-Port sind Amoncourt und Fleurey-lès-Faverney im Norden, Provenchère im Osten, Bougnon und Port-sur-Saône im Süden sowie Chaux-lès-Port im Westen.

## Geschichte
Im Mittelalter gehörte Villers-sur-Port zur Freigrafschaft Burgund und darin zum Gebiet des Bailliage d’Amont. Es bildete eine eigene kleine Herrschaft, die den Familien Haraucourt und Vaudrey gehörte. Zusammen mit der Franche-Comté gelangte Villers-sur-Port mit dem Frieden von Nimwegen 1678 definitiv an Frankreich. Heute ist Villers-sur-Port Mitglied des Gemeindeverbandes Terres de Saône.

## Sehenswürdigkeiten

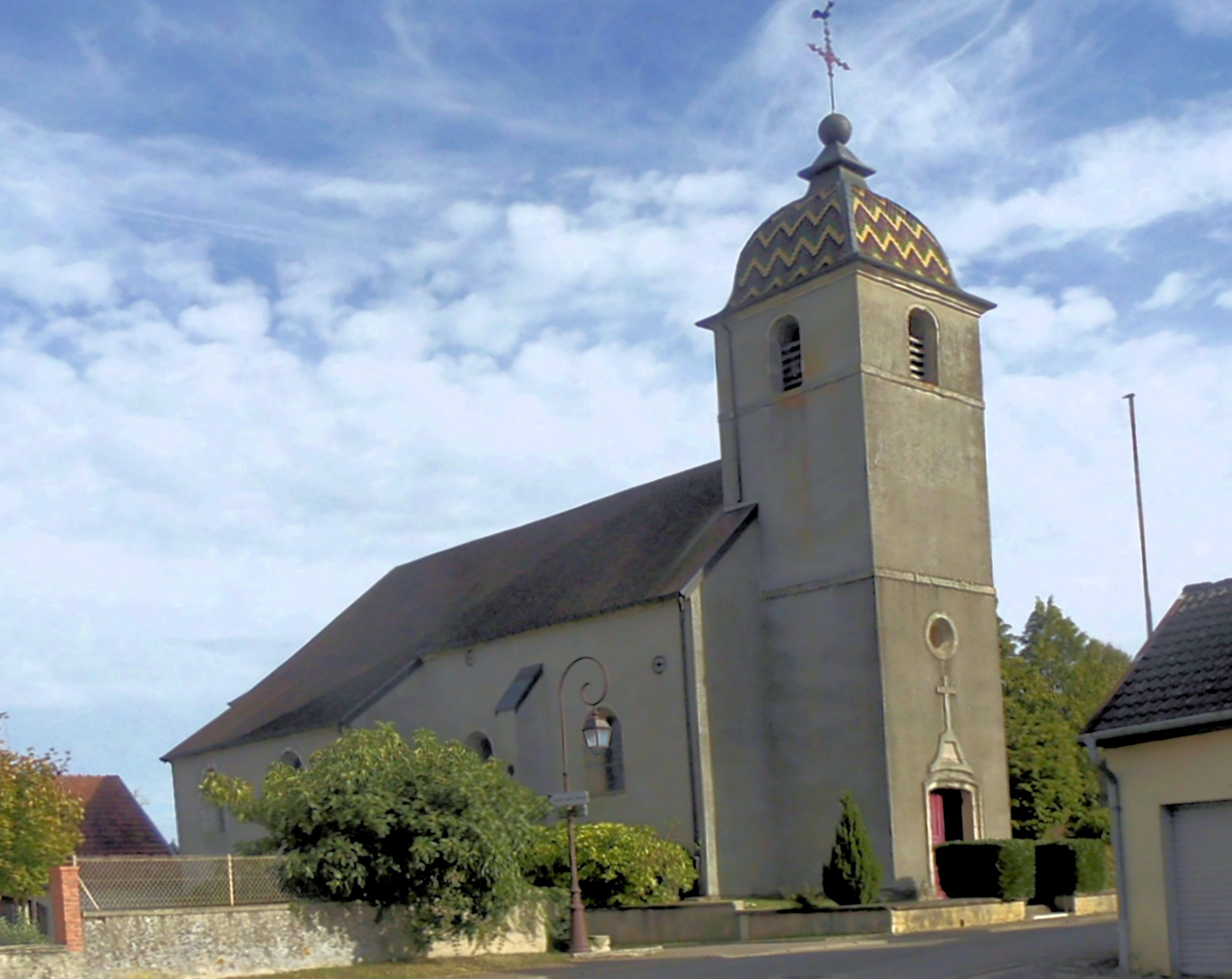
Kirche Mariä Geburt

Die einschiffige Dorfkirche Mariä Geburt wurde im 18. Jahrhundert neu erbaut. Sie besitzt eine reiche Ausstattung, darunter aus dem 16. Jahrhundert ein Taufbecken, ein Kruzifix und eine Pietà, Flachreliefs aus dem 17. Jahrhundert, Mobiliar, Gemälde und Statuen aus dem 18. Jahrhundert sowie eine Glocke, die auf 1631 datiert ist.

## Bevölkerung
| Jahr                       | 1962 | 1968 | 1975 | 1982 | 1990 | 1999 | 2006 | 2017 |
| Einwohner                  | 160  | 151  | 146  | 181  | 156  | 211  | 206  | 208  |
| Quellen: Cassini und INSEE |      |      |      |      |      |      |      |      |

Mit 199 Einwohnern (1. Januar 2022) gehört Villers-sur-Port zu den kleinen Gemeinden des Départements Haute-Saône. Nachdem die Einwohnerzahl in der ersten Hälfte des 20. Jahrhunderts deutlich abgenommen hatte (1891 wurden noch 316 Personen gezählt), wurde seit Beginn der 1990er Jahre wieder ein Bevölkerungswachstum verzeichnet.

## Wirtschaft und Infrastruktur
Villers-sur-Port war bis weit ins 20. Jahrhundert hinein ein vorwiegend durch die Landwirtschaft (Ackerbau, Obstbau und Viehzucht) und die Forstwirtschaft geprägtes Dorf. Heute gibt es einige Betriebe des lokalen Kleingewerbes, vor allem in den Branchen Präzisionsmechanik und Metallverarbeitung. In den letzten Jahrzehnten hat sich das Dorf zu einer Wohngemeinde gewandelt. Viele Erwerbstätige sind deshalb Wegpendler, die in der Agglomeration Vesoul ihrer Arbeit nachgehen.
Der Ort liegt abseits der größeren Durchgangsachsen an einer Departementsstraße, die von Port-sur-Saône nach Breurey-lès-Faverney führt. Weitere Straßenverbindungen bestehen mit Chaux-lès-Port, Amoncourt und Grattery.